# Servidor privat virtual
Un servidor privat virtual ( VPS ) o servidor dedicat virtual ( VDS ) és una màquina virtual venuda com a servei per una empresa d'allotjament d'Internet.
Un servidor privat virtual executa la seva pròpia còpia d'un sistema operatiu (SO), i els clients poden tenir accés a nivell de superusuari a aquesta instància del sistema operatiu, de manera que poden instal·lar gairebé qualsevol programari que s'executi en aquest sistema operatiu. Per a molts propòsits, és funcionalment equivalent a un servidor físic dedicat i, en estar definit per programari, es pot crear i configurar més fàcilment. Un servidor virtual costa menys que un servidor físic equivalent. Tanmateix, com que els servidors virtuals comparteixen el maquinari físic subjacent amb altres VPS, el rendiment pot ser inferior depenent de la càrrega de treball de qualsevol altra màquina virtual en execució.

## Virtualització
La virtualització de servidors que impulsa la força és similar a la que va conduir al desenvolupament del temps compartit i la multiprogramació en el passat. Tot i que els recursos encara es comparteixen, com en el model de temps compartit, la virtualització proporciona un nivell de seguretat més alt, depenent del tipus de virtualització utilitzat, ja que els servidors virtuals individuals estan majoritàriament aïllats entre si i poden executar el seu propi sistema operatiu complet que es pot reiniciar independentment com a instància virtual.
Particionar un únic servidor perquè aparegui com a múltiples servidors s'ha convertit en un procés cada cop més comú en els microordinadors des del llançament de VMware ESX Server el 2001. Més tard, VMware va substituir ESX Server per VMware ESXi, una arquitectura d'hipervisor més lleugera que eliminava el sistema operatiu de consola (COS) basat en Linux que s'utilitzava a l'ESX original. El servidor físic normalment executa un hipervisor que s'encarrega de crear, alliberar i gestionar els recursos dels sistemes operatius "convidats" o màquines virtuals. Aquests sistemes operatius convidats reben una part dels recursos del servidor físic, normalment de manera que el convidat no és conscient de cap altre recurs físic excepte els que li ha assignat l'hipervisor. Com que un VPS executa la seva pròpia còpia del seu sistema operatiu, els clients tenen accés a nivell de superusuari a aquesta instància del sistema operatiu i poden instal·lar gairebé qualsevol programari que s'executi al sistema operatiu; tanmateix, a causa del nombre de clients de virtualització que normalment s'executen en una sola màquina, un VPS generalment té un temps de processador, RAM i espai en disc limitats.
Hi ha diverses maneres de virtualitzar. En la virtualització de maquinari, un hipervisor com ara la màquina virtual basada en nucli permet que cada màquina virtual (VM) executi el seu propi nucli independent, proporcionant un major aïllament del sistema amfitrió. En canvi, la virtualització basada en contenidors, per exemple OpenVZ, comparteix el nucli amfitrió entre diversos contenidors. Això pot millorar l'eficiència dels recursos, però normalment ofereix menys aïllament i menys opcions de personalització per a cada instància.

## Allotjament
Moltes empreses ofereixen allotjament de servidors privats virtuals o allotjament de servidors dedicats virtuals com a extensió dels serveis d'allotjament web. Hi ha diversos reptes a tenir en compte a l'hora de llicenciar programari propietari en entorns virtuals multi-inquilí.
Amb l'allotjament no gestionat o autogestionat, el client ha d'administrar la seva pròpia instància de servidor.
L'allotjament il·limitat s'ofereix generalment sense límit en la quantitat de dades transferides en una línia d'ample de banda fix. Normalment, l'allotjament il·limitat s'ofereix amb 10 100 Mbit/s Mbit/s, o 1000 Mbit/s (amb alguns de fins a 10 Gbit/s). Això significa que el client teòricament pot utilitzar aproximadament 3 Tuberculosi el dia 10 Mbit/s o fins a aproximadament 300 TB en una línia de 1000 Mbit/s al mes; tot i que a la pràctica els valors seran significativament menors. En un servidor privat virtual, aquest serà un ample de banda compartit i s'hauria d'incloure una política d'ús just. L'allotjament il·limitat també es comercialitza habitualment, però generalment està limitat per polítiques d'ús i termes de servei acceptables. Les ofertes d'espai en disc i amplada de banda il·limitats sempre són falses a causa del cost, les capacitats dels operadors i les fronteres tecnològiques.